# ELF Cup
ELF Cup – turniej piłkarski organizowany przez Związek Piłki Nożnej Cypru Północnego dla członków NF-Board. Turniej został rozegrany w 2006 roku.

## Faza grupowa

### Wyniki

#### Grupa A

##### Tabela
| Zespół     | Pkt | M | W | R | P | Br+ | Br- | +/- |
| ---------- | --- | - | - | - | - | --- | --- | --- |
| Kirgistan  | 6   | 3 | 2 | 0 | 1 | 7   | 3   | 4   |
| Zanzibar   | 5   | 3 | 1 | 2 | 0 | 3   | 2   | 1   |
| Grenlandia | 4   | 3 | 1 | 1 | 1 | 3   | 2   | 1   |
| Gagauzja   | 1   | 3 | 0 | 1 | 2 | 3   | 9   | -6  |

##### Wyniki
| 19 listopada | Gagauzja   | 0-2 | Grenlandia | Sędzia: Fahim Dayı      |
| 19 listopada | Kirgistan  | 0-1 | Zanzibar   | Sędzia: Aziz Dayı       |
| 20 listopada | Gaguazja   | 2-6 | Kirgistan  | Sędzia: Mehmet Sezener  |
| 20 listopada | Grenlandia | 1-1 | Zanzibar   | Sędzia: Serdar Bilginer |
| 21 listopada | Grenlandia | 0-1 | Kirgistan  | Sędzia: Cevdet Mertkaya |
| 21 listopada | Gaguazja   | 1-1 | Zanzibar   | Sędzia: Alkın Gedikoğlu |

#### Grupa B

##### Tabela
| Zespół        | Pkt | M | W | R | P | Br+ | Br- | +/- |
| ------------- | --- | - | - | - | - | --- | --- | --- |
| Cypr Północny | 9   | 3 | 3 | 0 | 0 | 20  | 1   | 19  |
| Krym          | 6   | 3 | 2 | 0 | 1 | 3   | 6   | -3  |
| Tadżykistan   | 3   | 3 | 1 | 0 | 1 | 5   | 7   | -2  |
| Tybet         | 0   | 3 | 0 | 0 | 3 | 0   | 14  | -14 |

##### Wyniki
| 19 listopada | Tybet         | 0–3  | Tadżykistan   | Sędzia: Abdullah Özsusuzlu |
| 19 listopada | Krym          | 0-5  | Cypr Północny | Sędzia: Mehmet Malek       |
| 20 listopada | Tybet         | 0-1  | Krym          | Sędzia: Ulus Sediral       |
| 20 listopada | Cypr Północny | 5-1  | Tadżykistan   | Sędzia: Serkan Şimşek      |
| 21 listopada | Tadżykistan   | 1-2  | Krym          | Sędzia: Mehmet Evlat       |
| 21 listopada | Cypr Północny | 10-0 | Tybet         | Sędzia: Ramadan Göktan     |

## Faza Pucharowa

### Półfinały
| 23 listopada | Kirgistan     | 2-3 (po dogr.) | Krym     | Sędzia: Mehmet Özbilgehan |
| 23 listopada | Cypr Północny | 5-0            | Zanzibar | Sędzia: Savaş Tilki       |

### Mecz o III miejsce
| 25 listopada | Kirgistan          | 2-2    | Zanzibar                        | Sędzia: b.d.                    |
|              | Jenish Mamatov 55' | k. 7-6 | Muhammed Seif Muhammed 28', 47' | Muhammed Seif Muhammed 28', 47' |
|              | Ulan Riskulov 65'  |        |                                 |                                 |

### Finał
| 25 listopada | Cypr Północny        | 3-1 | Krym                | Sędzia: b.d. |
|              | Hamis Çakır 1'       |     | Marlen Akimov 90+3' |              |
|              | Hasan Sapsızoğlu 46' |     |                     |              |
|              | Ertaç Taşkıran 55'   |     |                     |              |

## Strzelcy
6 bramek
- Ertaç Taşkıran

5 bramek
- Hamis Çakır

4 bramki
- Ulan Riskulov

3 bramki
- Jenish Mamatov
- Daler Aknazarov
- Kemal Uçaner
- Ediz Çukurovalı
- Muhammed Seif Muhammed

2 bramki
- Piotr Marcov
- Marlen Akimov
- Mihail Sundeev
- Derviş Kolcu
- Sabri Selden
- Coşkun Ulusoy

1 bramka
- İrfan Ametov
- Ablâmetov Arsen
- Ebubekirov Fevziy
- Halil Hayredinov
- Emiratlı Ruslan
- Denis Ceavdari
- Niklas Kreutsmann
- Pelle Mortensen
- Kristian Sandgreen
- Mustafayev Arsen
- Dilshat Kadyrov
- Vadim Kondratkov
- Sundeev Mihail
- Sergey Almukhamedov
- Firdavs Faizullaev
- Atkun Arıkbuka
- Yasin Kansu
- Ekrem Keleşzade
- Hasan Sapsızoğlu
- Rajab Rashid Omar
- Suleiman Kassim Suleiman

Bramka Samobójcza
- Rizvan Abıltarov (dla Cypru Północnego)